# نادي التهامي
نادي التهامي السعودي نادي كرة قدم سعودي يقع مقره بمدينة جيزان، جنوب غرب السعودية وقد تأسس عام 1948 م والموافق 1368 هـ، وحالياً يلعب ضمن أندية دوري الدرجة الثالثة السعودي. يلقب التهامي بعميد الجنوب كونه أقدم نادي بجنوب السعودية. ويعتبر النادي رقم 9 على مستوى السعودية من ناحية الأقدمية.

## نبذة تاريخية
في عام 1945 م والموافق 1365هـ اجتمع عدد من شباب منطقة جازان لايجاد مكان يكون مقراً لممارسة أنشطتهم الرياضية والثقافية وتطويرها، وقد دعمهم أمير المنطقة الأمير مساعد بن أحمد السديري آنذاك، نشأت حينها فكرة إنشاء نادي التهامي، والذي استمد تسميته من سهول تهامة والتي تُعد جازان جزءاً منها. كان من أوائل رواد هذا النادي كل من علي إبراهيم جراد، ويحيى مصفي، وأحمد موسى بكري، ومحمد مصيري، وأحمد بالبيد وغيرهم. كما أشرف عدد من الشخصيات على النادي في بداياته، من أبرزهم محمد السنوسي، ومحمد سالم باعشن، وحسن بهكلي، ومحمد عقيلي. 

## تسجيل النادي رسمياً
في عام 1948م والموافق 1368هـ رُفِع اوراق تسجيل النادي إلى وزارة الداخلية التي كانت تتولى الاشراف على الشباب ورعايتهم انذاك. وفي عام 1950 م والموافق 1370هـ صدر قرار وزير الداخلية باعتماد التهامي نادياً تربوياً اجتماعياً ورياضياً ونظراً لعدم وجود فرق أو أندية رياضية أخرى بالمنطقة في ذلك الوقت فقد كان النادي يمارس النشاط الرياضي مع الفرق الوافدة للمنطقة عن طريق ميناء جازان الذي كان يستقبل البواخر المحملة بالبضائع والركاب باعتبار جازان مركزاً تجارياً هاماً. 

## شعار النادي
يرمز القارب في شعار نادي التهامي إلى البحر الذي يعتبر من الاشياء الأساسية في حياة جازان ولارتباطه بعوامل مؤثرة في حياة ابنائها وما يفيض به من خير وعطاء. 
كما تشير السنبلة للخير والنماء حيث تعد جازان سلة خير المملكة العربية السعودية. 

## تشكيلة الفريق الحالية
ملاحظة: تشير الأعلام إلى المنتخب بحسب قواعد الأهلية المعتمدة من قبل الفيفا؛ تنطبق بعض الاستثناءات المحدودة. وقد يحمل اللاعبون أكثر من جنسية لا تعترف بها الفيفا.
| الرقم | البلد    | المركز | اللاعب           |
| ----- | -------- | ------ | ---------------- |
| 1     | السعودية | حارس   | صديق فقيهي       |
| 2     | السعودية | مدافع  | المؤيد مني       |
| 3     | السعودية | مدافع  | حسان فقيهي       |
| 4     | غانا     | مدافع  | عباسا أريمياو    |
| 5     | السعودية | مدافع  | فرزل غصيني       |
| 6     | السعودية | وسط    | خالد القرني      |
| 7     | غانا     | مهاجم  | ماكسويل آبي كواي |
| 8     | السعودية | مهاجم  | محمد مكبش        |
| 10    | السعودية | وسط    | علي إبراهيم      |
| 11    | السعودية | مدافع  | الوليد العمودي   |
| 16    | السعودية | وسط    | عبد العزيز عواجي |
| 17    | السعودية | وسط    | محسن طماح        |

| الرقم | البلد    | المركز | اللاعب          |
| ----- | -------- | ------ | --------------- |
| 20    | السعودية | مهاجم  | عبد المحسن جعفر |
| 21    | السعودية | مدافع  | علي مغفوري      |
| 22    | السعودية | وسط    | علي العبسي      |
| 24    | غانا     | وسط    | روبن بواتينغ    |
| 27    | السعودية | وسط    | أحمد قحمي       |
| 29    | السعودية | وسط    | يحيى آل سرور    |
| 33    | السعودية | حارس   | مهند عزي        |
| 34    | السعودية | حارس   | خالد حكمي       |
| 72    | السعودية | مدافع  | أحمد حكمي       |
| 75    | السعودية | وسط    | عبد الله أمان   |
| 80    | السعودية | مهاجم  | ولي أبو زية     |
| 90    | السعودية | مهاجم  | نايف عبدلي      |

## بعض الرؤساء السابقين لنادي التهامي
- حسن خالد الأمير
- محمد سالم باعشن
- علي حمود أبوطالب
- الاستاذ كرامة الأحمر
- د.عبد الرحمن محمد عقيل
- محمد ناصر عديني
- عبد العزيز الهيويدي (1403 - 1410هـ)
- عثمان خولي
- أحمد محمد مجلي
- العميد زكي علي عمر
- المهندس حمزة قناعي
- اللواء إبراهيم حمزي
- المهندس محمد مظفر (2008 - 2016م)
- المهندس حمزة قناعي (2016 - 2018م)
- المهندس عبده مناجي قطر (2018 - 2023)
- المحامي خالد بخيت فقيهي(2023 - حتى الآن)

## الألعاب المعتمدة في النادي
- كرة القدم، (الأول - الشباب - الناشئين - البراعم).
- كرة اليد، (الأول - الشباب - الناشئين - البراعم).
- كرة الطائرة، (الأول - الشباب - الناشئين - البراعم).
- ألعاب القوى(الأول - الشباب - الناشئين - البراعم).
- الكاراتيه(الأول - الشباب - الناشئين - البراعم).
- رفع الأثقال(الأول - الشباب - الناشئين - البراعم).
- كرة قدم الصالات (الأول).
- التنس الأرضي(الأول - الشباب - الناشئين - البراعم).
- الدراجات الهوائية(الأول - الشباب - الناشئين - البراعم).
- الريشة الطائرة (الأول - الشباب - الناشئين - البراعم).
- السباحة (الناشئين - البراعم).
- كرة السلة (الأول - الشباب - الناشئين - البراعم).
- كرة الطاولة (الأول - الشباب - الناشئين - البراعم).

## أعضاء مجلس الإدارة الحالي
- أ. خالد بن بخيت محمد فقيهي. رئيساً.
- د.ناصر بن علي محمد خلوفي. نائباً.
- د. يحيى محمد علي خبراني عضواً.
- د. ليلى بنت علي محمد مسودي.    عضواً.
- أ. عادلي علي هادي حكمي. عضواً.
- أ. مروج بنت محمد مصطفى افندي.. عضواً.

## اللجان والإدارات
- الإدارة التنفيذية
- الإدارة التنفيذية لكرة القدم
- إدارة الموارد البشرية
- إدارة الاتصال
- إدارة الشئون المالية
- إدارة الخدمات المساندة
- إدارة المسؤولية الاجتماعية
- إدارة الفئات السنية لكرة القدم
- إدارة الألعاب المختلفة
- إدارة التسويق والاستثمار